# Terapon jarbua
Terapon jarbua és una espècie de peix pertanyent a la família dels terapòntids.

## Descripció
- Pot arribar a fer 36 cm de llargària màxima (normalment, en fa 25).
- 11-12 espines i 9-11 radis tous a l'aleta dorsal i 3 espines i 7-10 radis tous a l'anal.
- És de color crema a la part ventral. El cos, el cap i les aletes presenten una brillantor iridescent.[3][4][5]

## Reproducció
Té lloc al mar i els joves migren a l'aigua dolça.

## Alimentació
És omnívor i la seua dieta inclou peixos, insectes, algues i invertebrats.

## Depredadors
És depredat per Himantura uarnak i, a Sud-àfrica, per Ceryle rudis i Hydroprogne tschegrava.

## Hàbitat
És un peix marí, d'aigua dolça i salabrosa; demersal; catàdrom i de clima tropical (26 °C-29 °C; 32°N-32°S) que viu entre 20 i 350 m de fondària.

## Distribució geogràfica
Es troba des del mar Roig i l'Àfrica oriental fins a Samoa, el sud del Japó, el mar d'Arafura i Austràlia.

## Observacions
És inofensiu per als humans i es comercialitza fresc, assecat o en salaó.